# Voto cumulativo
Il voto cumulativo è, in un'elezione democratica, la possibilità da parte dell'elettore di indicare un numero di suffragi pari a quello dei seggi posti in palio. Il votante può anche concentrare le proprie preferenze su un numero più ridotto di candidati. Elaborato nei paesi anglosassoni nella prima metà del XIX secolo, trova applicazione in Lussemburgo (Camera dei Deputati) e in Svizzera (Consiglio nazionale).